# NGC 210
NGC 210 (również PGC 2437) – galaktyka spiralna z poprzeczką (SBb), znajdująca się w gwiazdozbiorze Wieloryba. Odkrył ją William Herschel 3 października 1785 roku.
W galaktyce tej zaobserwowano do tej pory jedną supernową – SN 1954R.